# Noble Jones Gregory

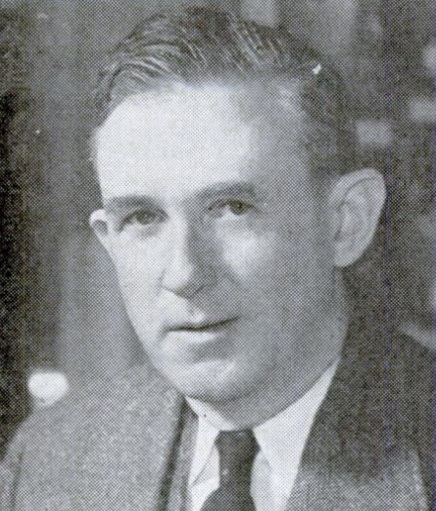
Noble Jones Gregory, 1953

Noble Jones Gregory (* 30. August 1897 in Mayfield, Kentucky; † 26. September 1971 ebenda) war ein US-amerikanischer Politiker. Zwischen 1937 und 1959 vertrat er den Bundesstaat Kentucky im US-Repräsentantenhaus.

## Werdegang
Noble Gregory war der jüngere Bruder von William Voris Gregory (1877–1936), der zwischen 1927 und 1936 den Staat Kentucky im Kongress vertrat. Der jüngere Gregory besuchte sowohl private als auch öffentliche Schulen. Danach absolvierte er im Jahr 1915 die Mayfield High School. Anschließend beendete er seine Ausbildung am Mayfield Business College. Zwischen 1917 und 1936 arbeitete Gregory in verschiedenen Positionen bei der First National Bank of Mayfield. Zwischen 1923 und 1936 war er auch Schatzmeister des Schulausschusses dieser Stadt.
Politisch war Gregory Mitglied der Demokratischen Partei. Im Vorfeld der Kongresswahlen des Jahres 1936 wurde ursprünglich sein Bruder William für eine weitere Legislaturperiode in Washington, D.C. nominiert. Dieser starb aber bereits am 10. Oktober desselben Jahres, noch vor der Wahl. Noble Gregory wurde dann anstelle seines Bruders nominiert und im ersten Wahlbezirk von Kentucky in das US-Repräsentantenhaus gewählt. Dort trat er am 3. Januar 1937 sein neues Mandat an. Nach zehn Wiederwahlen konnte er bis zum 3. Januar 1959 elf zusammenhängende Legislaturperioden im Kongress absolvieren. Während seiner Zeit im Kongress wurden dort bis 1941 noch weitere New-Deal-Gesetze der Bundesregierung unter Präsident Franklin D. Roosevelt verabschiedet. Seit 1941 war auch die Arbeit des Kongresses von den Ereignissen des Zweiten Weltkrieges und dessen Folgen geprägt. In seine Zeit als Abgeordneter fielen auch der Beginn des Kalten Krieges, der Koreakrieg und innenpolitisch die Bürgerrechtsbewegung. Während Gregorys Amtszeit wurde im Jahr 1951 der 22. Verfassungszusatz ratifiziert, der die Amtsdauer der Präsidenten erstmals definitiv festlegte.
1958 wurde Noble Gregory von seiner Partei nicht mehr für eine weitere Amtszeit nominiert. In den folgenden Jahren arbeitete er im Bankengeschäft und in der Investmentbranche. Er starb am 26. September 1971 in seinem Geburtsort Mayfield.